# Isogona agilaria
Isogona agilaria är en fjärilsart som beskrevs av Druce 1890. Isogona agilaria ingår i släktet Isogona och familjen nattflyn. Inga underarter finns listade i Catalogue of Life.